# Agrilus peresoso
Agrilus peresoso es una especie de insecto del género Agrilus, familia Buprestidae, orden Coleoptera.
Fue descrita científicamente por Curletti, 2005.

## Descripción del género
Como género es un fenómeno notable en el mundo de los insectos, posee una enorme diversidad de especies, probablemente la más alta del reino animal. Hasta la fecha, se reconocen más de 3000 especies o subespecies de Agrilus, pero la cantidad real puede ser un múltiplo de esta cifra.
Muchos Agrilus se han considerado durante mucho tiempo plagas de plantas, pero fue el reciente brote de Agrilus planipennis en Norteamérica, que causó la muerte de millones de fresnos, lo que ha convertido a A. planipennis en una de las plagas más citadas en la literatura entomológica y catapultado al género Agrilus a la lista de las plagas más dañinas del mundo.